# Condado de Lincoln (Kentucky)
O Condado de Lincoln é um dos 120 condados do estado americano de Kentucky, fundado em 1780. Sua sede e maior cidade é Stanford. Possui uma área de 871 km², dos quais 1 km² é coberto por água, tem uma população de 23 361 habitantes, com densidade populacional de 27 hab/km², segundo o censo nacional de 2000. O condado proíbe a venda de bebidas alcoólicas.